# VJ

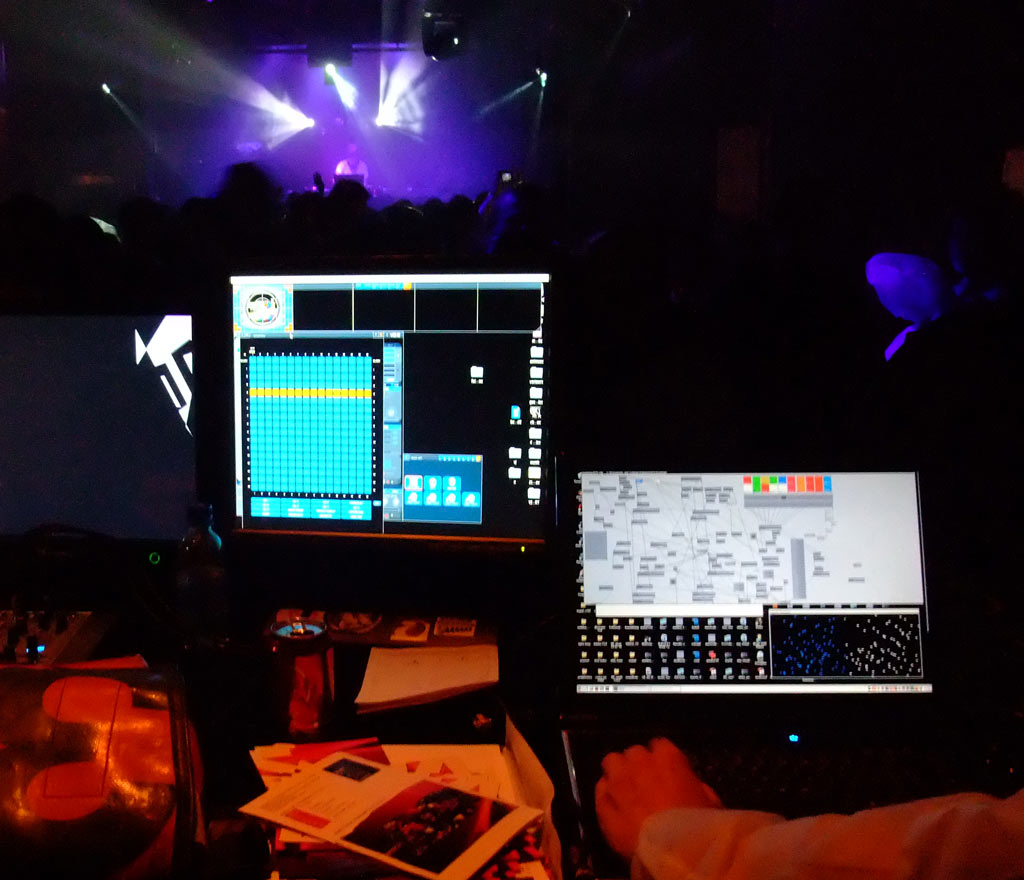

A VJ: video jockey kifejezés a DJ: disk jockey kifejezés mintájára jött létre, vagyis a VJ az személy, elfoglaltság, foglalkozás, aki videóközvetítő, mozgóképvetítő eszközöket is használ zenei bemutatóin; általában az audiovizuális tömegkultúrában. Az 1980-as években kezdte használni az MTV (Music Television Network). 